# Ахмад аль-Халили
Ахмад ибн Хамад аль-Халили (араб. أحمد بن حمد الخليلي‎; род. 27 июля 1942, Бахла, Занзибар) — Великий муфтий Омана, ибадит. Вице-президент Международного союза мусульманских учёных.
Пользуется уважением у ибадитов Омана и других стран. Регулярно выступает по телевидению, где он отвечает на вопросы об исламе. В разгар Арабской весны заявил, что спортивные залы и фитнес-клубы — это «притоны порока», которые должны быть закрыты. Он также призвал правительство Омана запретить продажу алкоголя. Ахмад аль-Халили является одним из богословов, подписавших Амманскую декларацию, проходившей под девизом «Истинный Ислам и его роль в современном обществе».

## Биография
Родился в 27 июля 1942 году на острове Занзибар в то время, когда Занзибар управлялся ветвью оманской династии. В 9 лет окончил медресе, выучив наизусть Коран. Обучался у таких богословов как Иса ибн Саид аль-Исмаили, Хамуд ибн Саидом аль-Харуси и Ахмад ибн Захран ар-Риями. Посещал занятия
Абу Исхака Ибрахима Тфаеша, когда тот посетил Занзибар. Помогал в торговле.
В 1964 году произошла коммунистическая революция, положившая конец оманскому владычеству в Занзибаре. После революции семья Ахмада аль-Халили вернуалась в Оман и обосновалась в вилаяте Бахла. В течение 10 месяцев он преподавал в мечети Бахлы. В 1971 году его пригласили в Маскат для преподавания в мечети аль-Хор. В том же году его назначили судьёй Апелляционного суда. Выполняя обязанности судьи, он продолжал своё обучение.
Затем он был назначен на должность министра по делам ислама и вакуфов. В 1975 году, после смерти Ибрахима ибн Саида аль-Абри султан Омана назначил его на должность Великого муфтия.